# CF Lorca Deportiva
A CF Lorca Deportiva, teljes nevén Club de Fútbol Lorca Deportiva egy már megszűnt spanyol labdarúgócsapat. A klubot 1969-ben alapították, 1994-ben szűnt meg.
Jogutódja a Lorca CF, amely 2002-ig létezett.

## Statisztika
| Szezon      | Osztály    | Poz. | Copa del Rey |
| ----------- | ---------- | ---- | ------------ |
| 1969-70-től | Regionális | —    |              |
| 1978-79-ig  | Regionális | —    |              |
| 1979/80     | 3ª         | 17.  |              |
| 1980/81     | 3ª         | 1.   |              |
| 1981/82     | 2ªB        | 3.   |              |
| 1982/83     | 2ªB        | 11.  |              |
| 1983/84     | 2ªB        | 1.   |              |
| 1984/85     | 2ª         | 20.  |              |
| 1985/86     | 2ªB        | 20.  |              |

| Szezon  | Osztály | Poz. | Copa del Rey |
| ------- | ------- | ---- | ------------ |
| 1986/87 | 3ª      | 3.   |              |
| 1987/88 | 2ªB     | 15.  |              |
| 1988/89 | 2ªB     | 19.  |              |
| 1989/90 | 3ª      | 11.  |              |
| 1990/91 | 3ª      | 11.  |              |
| 1991/92 | 3ª      | 6.   |              |
| 1992/93 | 3ª      | 12.  |              |
| 1993/94 | 3ª      | 17.  |              |

## Ismertebb játékosok
- Hugo Módigo
- Jorge Carreño
- Alfonso Castro
- Juan Martínez 'Casuco'
- Agapito Moncaleán
- José Ignacio Oñaederra
- Josu Ortuondo
- José María Zuluaga
- Eufemio Cabral
- Benigno Chaparro
- Félix Torres

## Fordítás
- Ez a szócikk részben vagy egészben  a   CF Lorca Deportiva című angol Wikipédia-szócikk fordításán alapul.  Az eredeti cikk szerkesztőit annak laptörténete sorolja fel. Ez a jelzés csupán a megfogalmazás eredetét és a szerzői jogokat jelzi, nem szolgál a cikkben szereplő információk forrásmegjelöléseként.